# Famille von Kalckstein

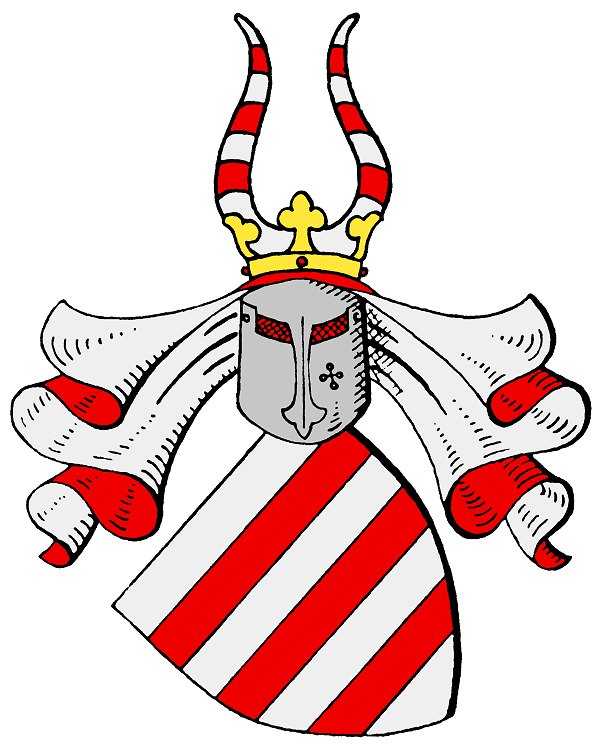

La famille von Kalckstein, également Kalkstein, est le nom d'une famille noble de Varmie qui perdure encore aujourd'hui en Allemagne et en Pologne (là-bas Kalkstein-Stoliński, Kalkstein-Kobyliński et Kalkstein-Osłowski).

## Histoire
Nommée d'après leur domaine ancestral du même nom, Kalkstein près de Wormditt, la famille, peut-être d'origine prussienne, appartient à la noblesse varmienne,,,. La famille est mentionnée pour la première fois en Prusse le 1er juillet 1284 avec « Kirstanus de Kalksteyn » comme témoin. Le 20 avril 1285, l'évêque de Varmie, Heinrich Ier Flemming, accorde aux frères Johannes et Kristianus le droit de propriété sur le calcaire, qui reste en possession de la famille jusqu'en 1582. La lignée familiale commence en 1486 avec Christian von Kalckstein, seigneur de Wogau
Les lignées Kobyliński, Osłowski et Stoliński sont partiellement polonisées avant 1400. En 1450, Johannes von Kalkstein obtient 11 Włóka de terre à Świecie (en) près de Strasbourg-sur-la-Drewenz sous la loi de Magdebourg et en 1459 Johannes Kalkstein reçoit le privilège de Groß Lunau (en) près de Stollno (en) dans le Kulmerland, dont les descendants ajoutent l'appellation d'origine Stoliński à leur nom. Au XVIe siècle, la famille Kalkstein est mentionnée dans des documents à Oslowo (en) près de Schwetz, d'où est issue la lignée Osłowski,,,,. Lorsqu'en 1657 le duc de Prusse, le grand électeur, a libéré le duché de la domination féodale polonaise par le traité de Wehlau et commence à régner de manière absolutiste sur le Brandebourg-Prusse, un membre de la famille, Christian Ludwig von Kalckstein (de), prend la tête de l’opposition contre l’électeur. Ce dernier le fait enlever de Varsovie, où Kalckstein cherchait du soutien, pour l'emmener à Memel et y est exécuté le 8 novembre 1672. Néanmoins, la famille en Prusse fournit à l'armée prussienne de nombreux officiers, Christoph Wilhelm von Kalckstein (1682-1759) et Ludwig Karl von Kalckstein (1725-1800), deux maréchaux et Wilhelm Heinrich Adolf von Kalckstein (1735-1811) et Adam Friedrich von Kalckstein (de) (1741-1808) deux généraux. L'Ordre Pour le Mérite est décerné à Friedrich Wilhelm von Kalckstein en 1756 et à Leopold Wilhelm von Kalckstein en 1794
La lignée silésienne doit avoir été élevée au rang de baron ; plusieurs membres sont nommés comme baron. Anton baron von Kalckstein est provincial de l'ordre minoritaire de Bohême et de Silésie en 1720. Joseph Baron von Kalkstein est nommé parmi les chevaliers académiciens de Liegnitz
L'association de la lignée avec fondation familiale, créée en 1886, est renouvelée en 1965 sous le nom d'Association de la famille von Kal(c)kstein e. V. et fondation familiale

## Propriétés
Ledebur donne un aperçu détaillé des vastes propriétés de la famille, situées principalement en Prusse-Orientale et Occidentale. Au XVIIe siècle, Oegeln dans l'arrondissement de Guben (de), ainsi que Blankenau et Schalkau près de Breslau, au XVIIIe siècle, il y a également quelques domaines au grand-duché de Posen, et finalement vers 1800 le manoir de Severinghausen près d'Ahlen en Westphalie se sont ajoutés.

## Blason
Les armoiries de la famille comportent trois barres rouges en argent. Sur le casque aux lambrequins rouges et argentées, deux cornes de buffle marquées comme l'écu
La lignée Kalkstein-Kobyliński porte la décoration du casque des armoiries de Korczak

## Personnalités
Ire lignée :
- Albrecht von Kalckstein (de) (1592-1667), lieutenant général impérial et électoral saxon, maréchal foncier en Prusse
  - Christian Ludwig von Kalckstein (de) (1630-1672), colonel et capitaine prussien d'Oletzko, est plus tard déclaré grand traître et exécuté.

Ire lignée, 1re branche:
- Friedrich (Heinrich Konstantin) von Kalckstein (1853-1923), général de division allemand

Ire lignée, 3e branche:
- Walter von Kalckstein (de) (1840-1903), général de division prussien

Ire lignée, 4e branche:
- Willibald von Kalckstein (1812-1894), administrateur de l'arrondissement de Preußisch Eylau (de) et député du Reichstag
  - Georg von Kalckstein (1849-1925), lieutenant général prussien

IIe lignée, 1re branche:
- Adam Friedrich von Kalckstein (de) (1741-1808), général de division prussien

IIe lignée, 4e branche:
- Ulrich von Kalckstein (1847-1916), député de la chambre des seigneurs de Prusse

Autres:
- Christoph Wilhelm von Kalckstein (1682-1759), maréchal prussien
  - Ludwig Karl von Kalckstein (1725-1800), maréchal prussien
- Anton von Kalkstein (de) (1839-1918), député du Reichstag
- Michael von Kalkstein (de) (1830-1911), député du Reichstag

Lignée Kalkstein-Stoliński
- Melchior Kalkstein Stoliński (mort en 1673), député du Sejm en 1648, juge à Schlochau
- Antoni Kalkstein Stoliński (mort vers 1765), député du Sejm en 1730
- Melchior Kalkstein Stoliński (mort en 1762), chambellan royal, député du Sejm en 1730

Lignée Kalkstein-Osłowski
- Andrzej Kalkstein Osłowski, 1686-1688 « greffier » et juge de la part royale prussienne